# نمکی مهران
نَمکی مهران یا ( نَمَکدان مِهران ) نام معدن نمک بخش کوخرد است. این معدن نمک در کنار جاده ارتباطی سراسری شهرستان بستک به شهرستان بندر لنگه واقع شده‌است، معدن نمک در فاصلهٔ ۳ کیلومتری جنوب روستای مِهران در بخش کوخرد شهرستان بستک در غرب استان هرمزگان در جنوب ایران واقع شده‌است، ویکی از نقاط دیدنی استان هرمزگان به‌شمار می‌آید.

## موقع معدن
نمکی مهران در ۴ کیلومتری جنوب شرقی پاسگاه ژاندارمری مهران در کرانهٔ شرقی رودخانه مهران، تهٔ دره أی به عمق چهار متر واقع شده‌است. نمک طعام به صورت معادن عظیمی در ته‌نشین‌ها و رسوبات در ضمن چین خوردگی‌ها وجود دارد که به‌شکل نمک سنگ آن را استخراج می‌کنند. نمک از مهم‌ترین املاحی است که در اغذیه روزانه مورد استفاده‌است.
نمک طعام جز مهمی از تبخیری‌های پرکننده حوضه‌های بزرگ و کانی تبخیری اصلی در دریاچه‌های نمکی، رودخانه‌های آب شور، و حوضچه‌های شور عصر حاضر است. تنوع زیادی در خصوصیات بافتی و لایه بندی نمک طعام وجود دارد، که بیشتر به محیط رسوبگذاری بستگی دارد، که آیا در زیر آب در یک توده آبی تقریباً پایدار تشکیل شده‌است، یا اینکه در یک حوضچه شوری که مکرراً در معرض چرخه‌های سیلابی، خشک شدگی قرار گرفته‌است، به وجود آمده‌اند، و در صورت لزوم قابل استخراج است.

## نقاط پیرامون نمکی مهران
«بلدنگ» برکه و کاروانسرای بلدنگ «گردنه شیخ عبدالعزیز» که به گویش محلی «شبدیز» یا «شیخ دِس» می‌نامند، «گردنه شیخ عبدالرحمن» که باصطلاح اهالی منطقه «شبدرحمان» گفته می‌شود، «سیاه تک مهران»، «پل رودخانه مهران»، «پاسگاه ژاندارمری مِهران، و (چوروکی) که راه قدیم بندر لنکه از آن می‌گذشته‌است.

## فهرست منابع و مآخذ
محمدیان، کوخردی، محمد،  (شهرستان بستک و بخش کوخرد) ، ج۱. چاپ اول، دبی: سال انتشار ۲۰۰۵ میلادی.
- الکوخردی، محمد، بن یوسف، (کُوخِرد حَاضِرَة اِسلامِیةَ عَلی ضِفافِ نَهر مِهران Kookherd, an Islamic District on the bank of Mehran River) الطبعة الثالثة، دبی: سنة ۱۹۹۷ للمیلاد.
- محمدیان، کوخردی، محمد، “ «به یاد کوخرد» “، ج۱. چاپ أول، دبی: سال انتشار ۲۰۰۲ میلادی. (فارسی)